# Grön bladfågel
Grön bladfågel (Chloropsis cyanopogon) är en fågel i familjen bladfåglar inom ordningen tättingar.

## Utseende
Grön bladfågel är en 15–16,2 cm lång bjärt grön fågel. Hanen även har svart och blått på strupen, medan honan ibland uppvisar en svag gul anstrykning. Arten är mycket lik smaragdbladfågeln, men hanen har jämfört med denna mindre svart ansiktsmask och spår av gult i pannan. Avsaknad av blått i vingen skiljer den från blåvingad bladfågel och borneobladfågel.

## Utbredning och systematik
Grön bladfågel förekommer i Sydostasien. Den delas in i två underarter med följande utbredning:
- Chloropsis cyanopogon cyanopogon – förekommer på södra Malackahalvön, Sumatra och Borneo
- Chloropsis cyanopogon septentrionalis – förekommer på södra thailändska halvön

## Levnadssätt
Grön bladfågel bebor låglänta städsegröna lövskogar, liksom intilliggande plantage och större parker. Den födosöker vanligen i trädtaket, ofta i artblandade flockar.

## Status och hot
Arten har ett stort utbredningsområde, men tros minska i antal, dock inte tillräckligt kraftigt för att den ska betraktas som hotad. Internationella naturvårdsunionen IUCN listar därför arten som nära hotad (LC).